# Catedral de Lübeck

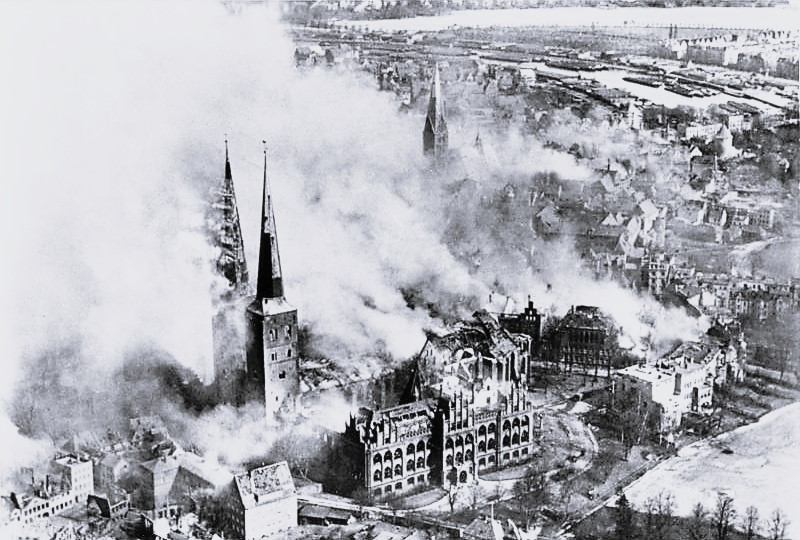
Catedral de Lübeck en llamas tras un ataque aéreo en 1942.

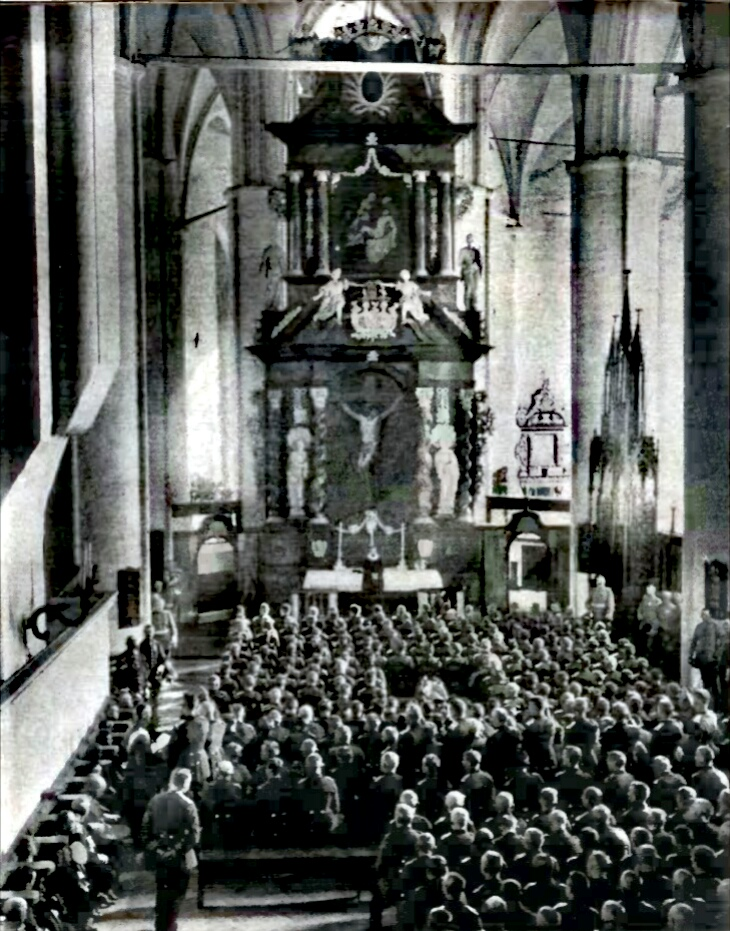
Reclutamiento 23 de noviembre de 1914.

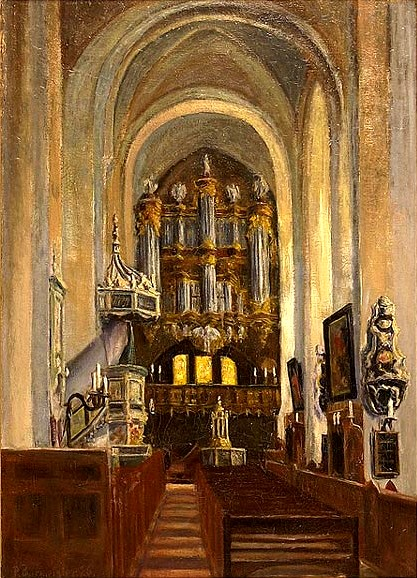
En el interior antes de 1942

La catedral de Lübeck (en alemán: Dom zu Lübeck o coloquialmente el Lübecker Dom) es una gran catedral luterana de ladrillo, ubicada en Lübeck, Alemania, y desde 1987 es Patrimonio de la Humanidad junto con todo el casco antiguo de Lübeck.
Su construcción se inició en 1173 por Enrique el León como una catedral para el obispado de Lübeck. Fue parcialmente destruida en un ataque aéreo en 1942 durante la Segunda Guerra Mundial. El órgano por Arp Schnitger se perdió en el fuego. También es famosa por las obras de Bernt Notke y de Thomas Quellinus que sobrevivieron al ataque de 1942.
Más tarde, fue reconstruida y el actual edificio fue terminado en 1982. El famoso altar elaborado por Hans Memling se encuentra actualmente en el Museo St. Annen en Lübeck.

## Construcción
En 1173, Enrique el León fundó la catedral para que sirviera al obispado de Lübeck, después de la transferencia en 1160 del sitio del obispo desde Oldenburg in Holstein. La entonces románica catedral fue terminada en torno a 1230, pero entre 1266 y 1335 fue convertido a un estilo gótico con naves colaterales elevadas a la misma altura que la nave principal (alrededor de 20 metros). 
En la noche del Domingo de Ramos (28-29 de marzo) de 1942, un ataque aéreo destruyó un quinto de la torre central. Varias bombas cayeron en la zona alrededor de la iglesia, lo que ocasionó que la bóveda oriental del coro colapsara y destruyera el altar que databa de 1696. Un incendio del museo vecino a la catedral se propagó a la celosía de la catedral y, en torno al mediodía del Domingo de Ramos, las torres colapsaron. El órgano de Arp Schnitger se perdió en las llamas; sin embargo, se salvó una porción relativamente grande de accesorios internos, incluyendo la cruz y casi todos los polípticos medievales. En 1946, un posterior colapso del gablete del transepto norte destruyó el vestíbulo casi por completo.
La reconstrucción de la catedral tomó varias décadas, dado que se le dio mayor prioridad a la reconstrucción de la Iglesia de Santa María de Lübeck (que es la iglesia más grande de la ciudad, así como la tercera más grande de Alemania); por ello, el trabajo fue completado en 1982.

## Decoración
El crucifijo de 17 metros fue obra del artista Bernt Notke, por encargo del obispo de Lübeck, Albert II. Krummendiek, y fue erigido en 1477. Las tallas que decoraban el coro alto también fueron realizadas también por Notke.
Desde la guerra, el altar famoso de Hans Memling ha estado en la colección medieval del Museo St. Annen, pero notables polípticos se mantuvieron en la catedral. En las capillas funerarias de la nave sur son memoriales de la era barroca, por el escultor flamenco Thomas Quellinus.

## Galería

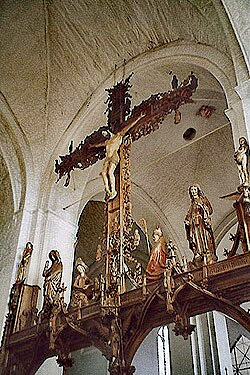
Crucifijo de Bernt Notke.
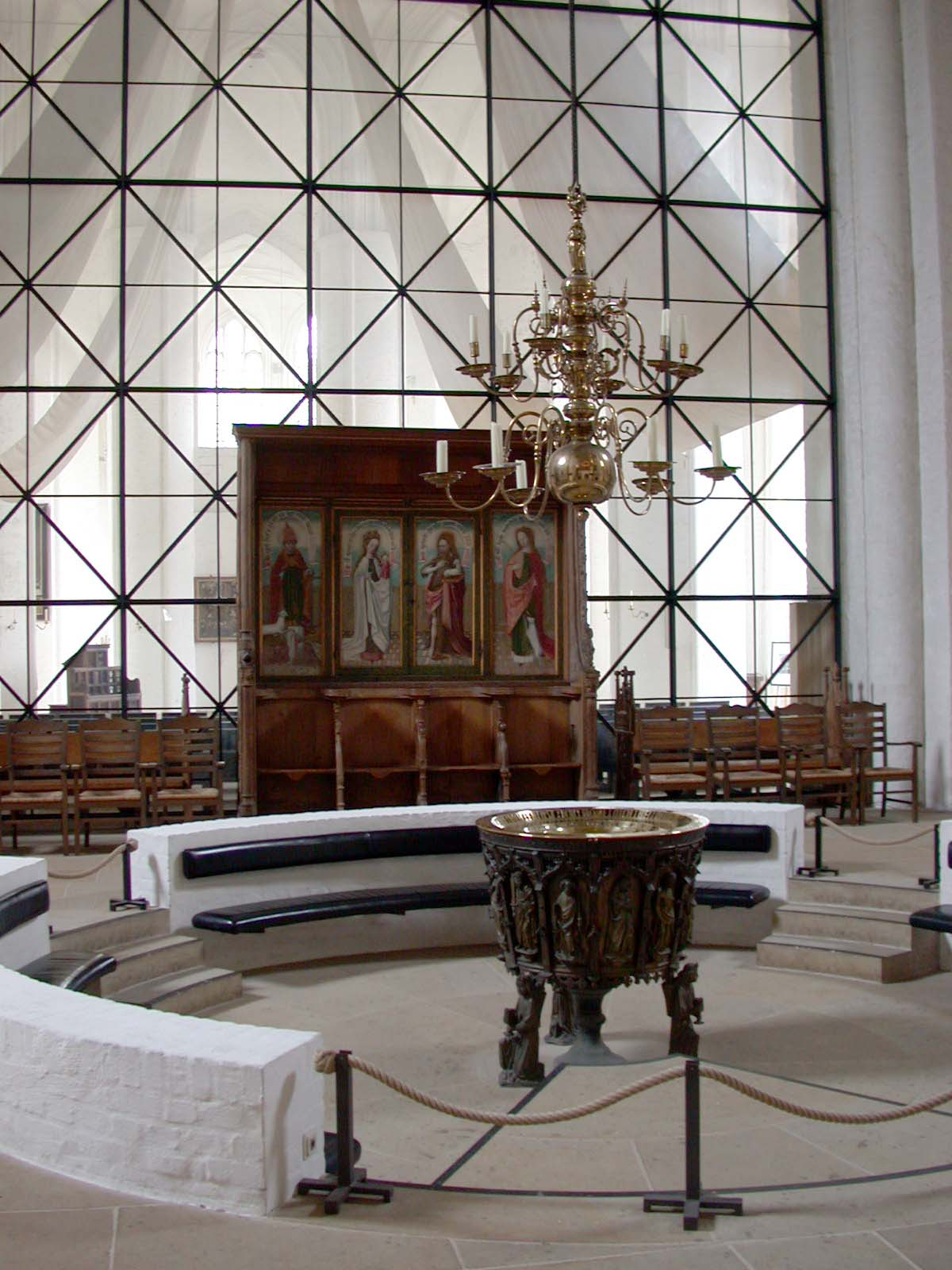
Pila bautismal de Lorenz Grove.
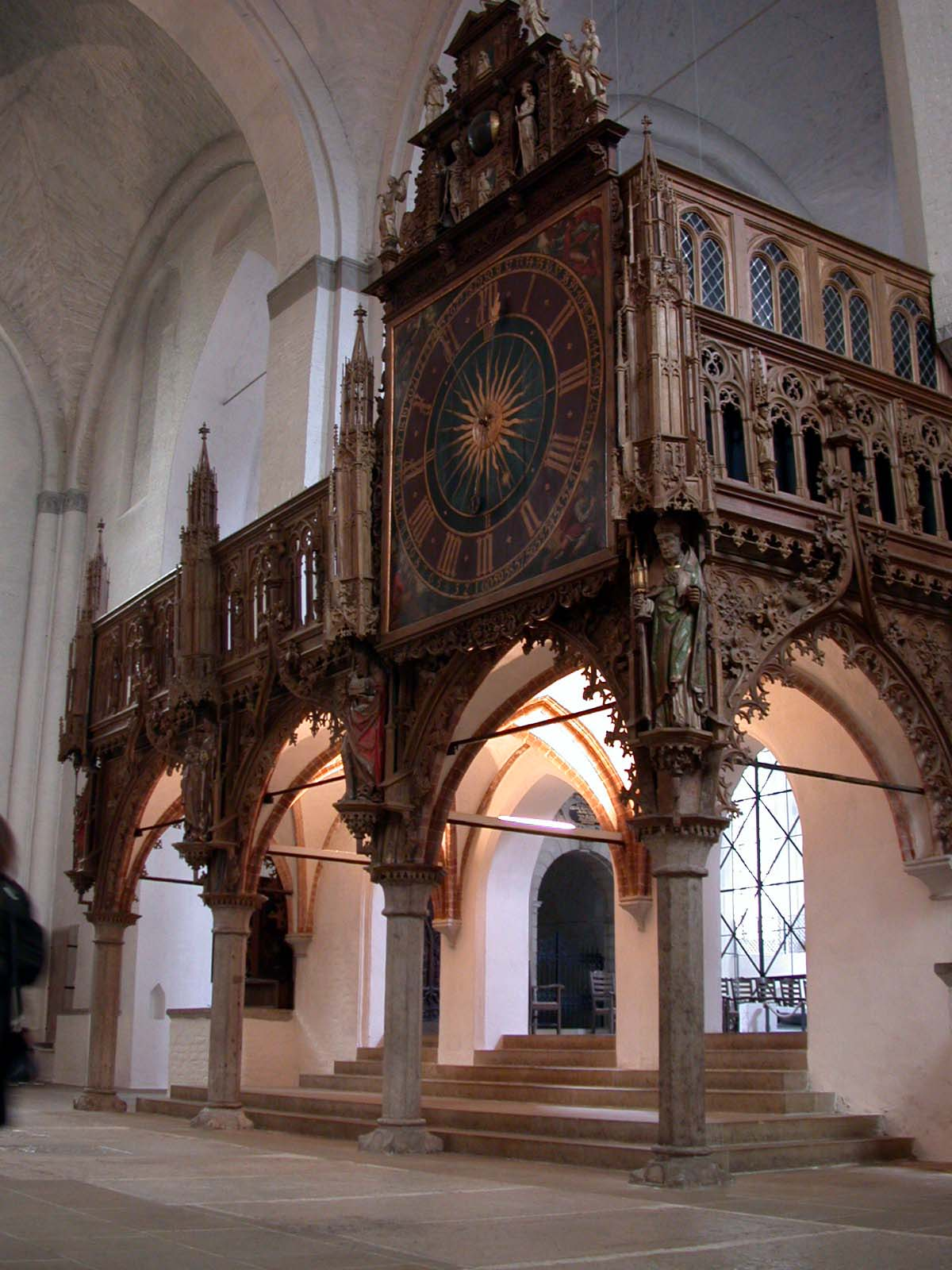
Coro alto.
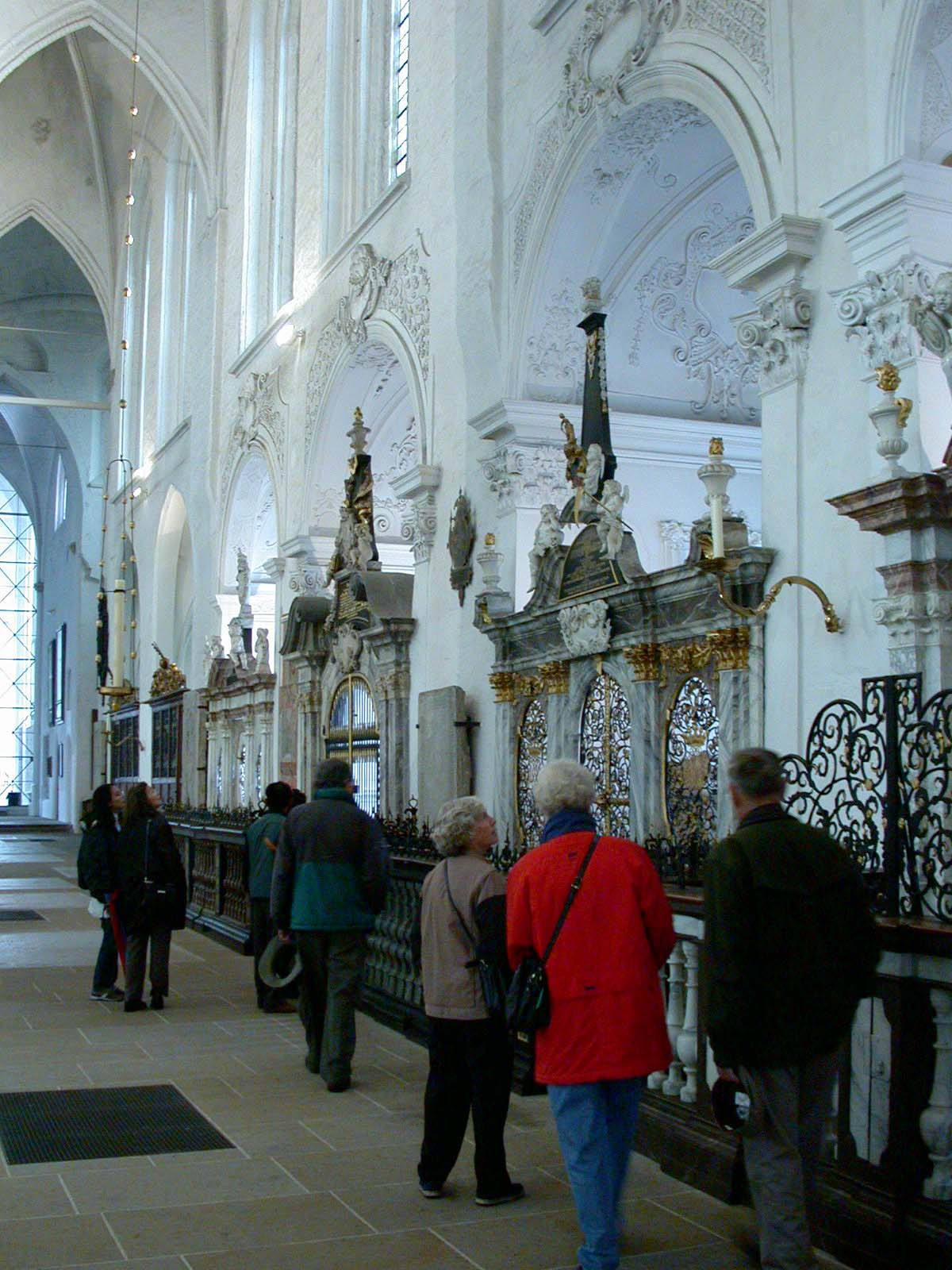
Capillas funerarias.
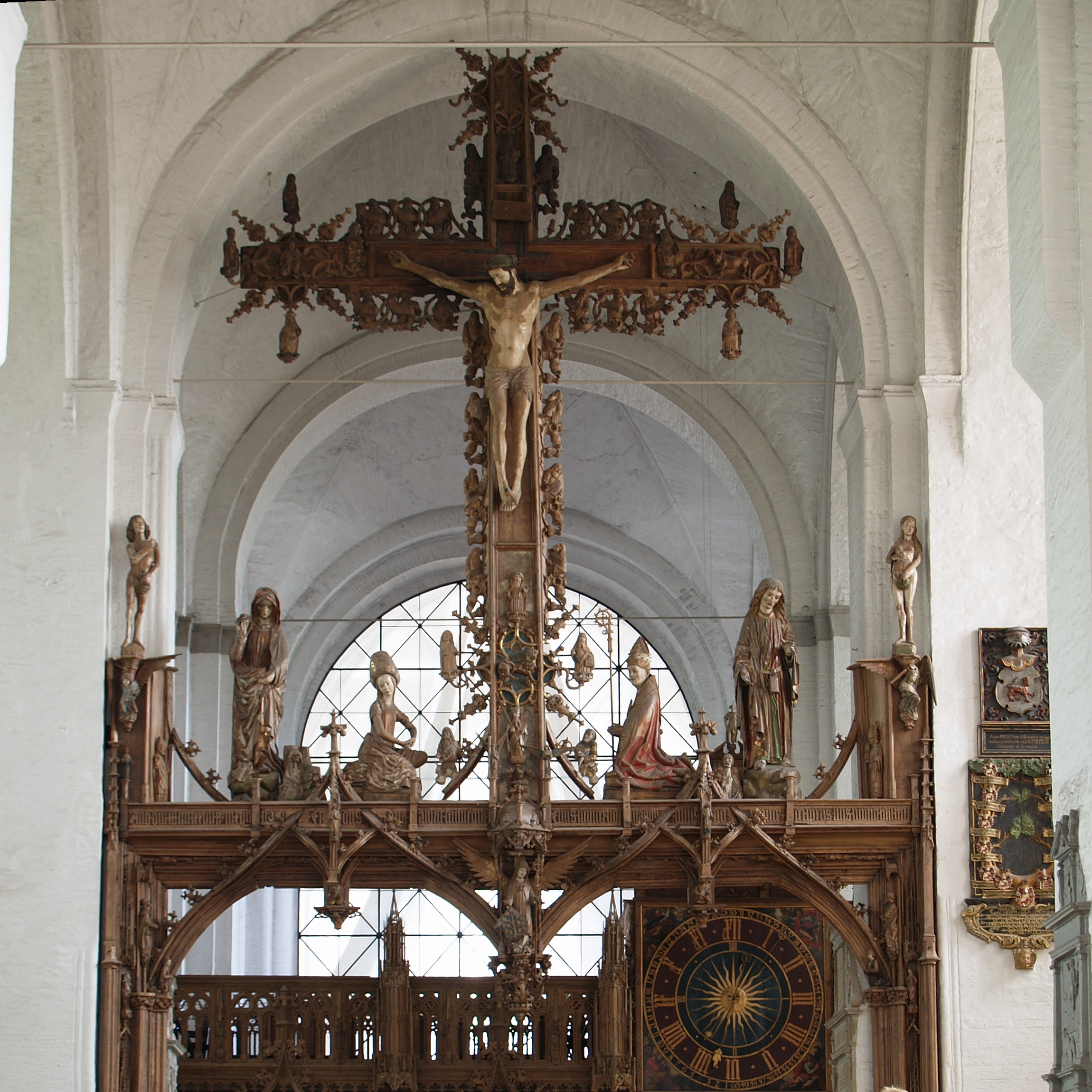
Crucifijo triunfal.
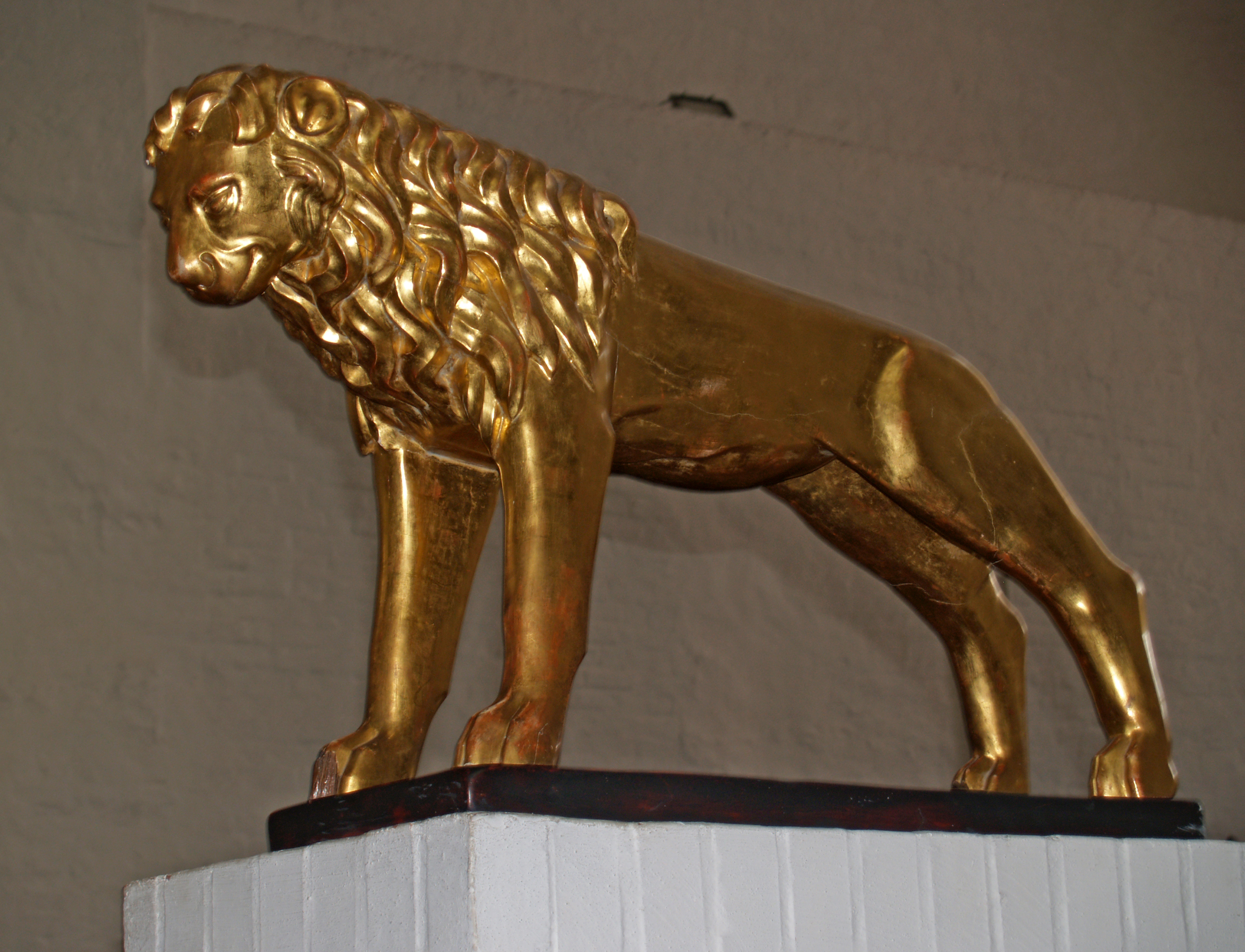
Leones.
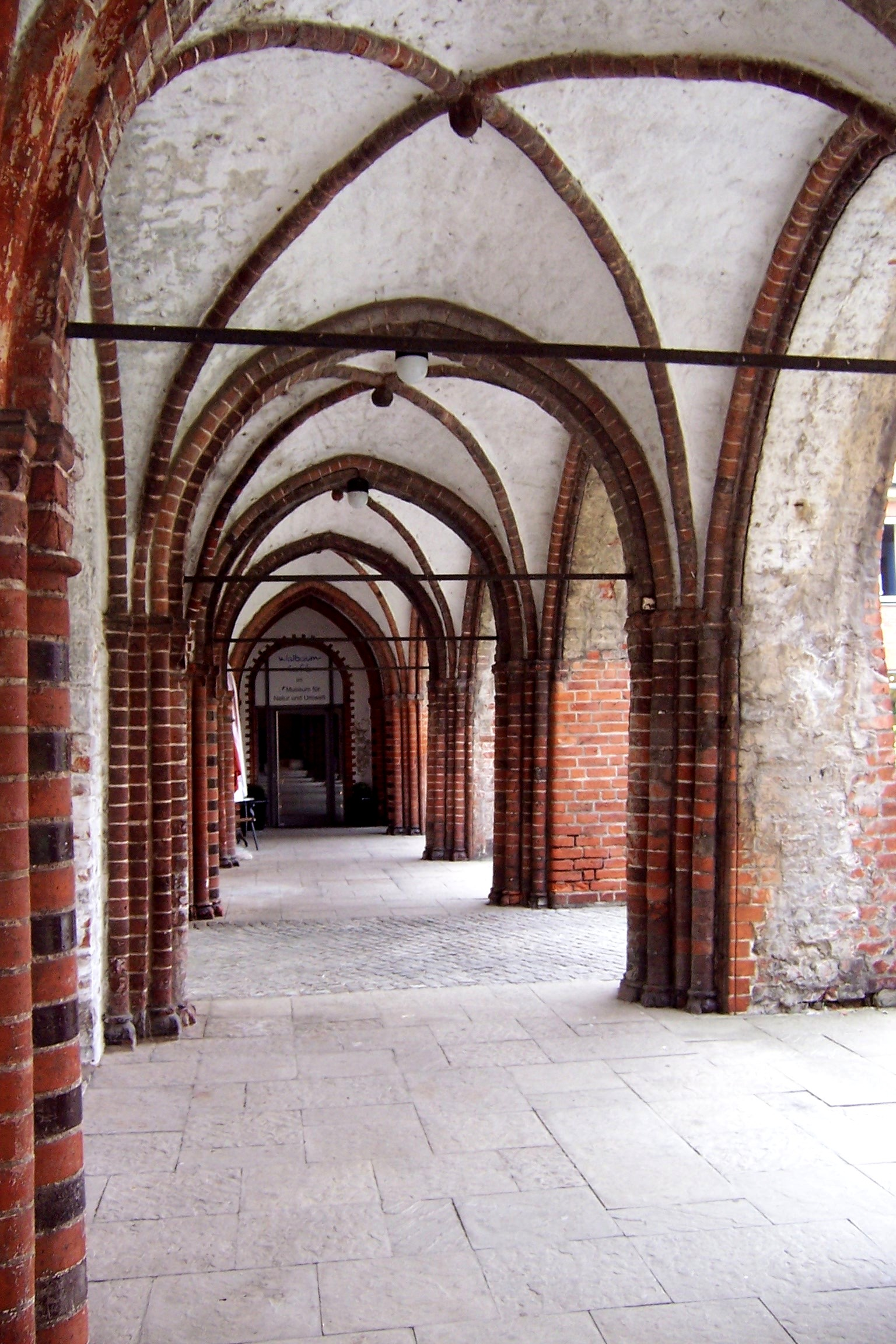
Claustro.